# Georg Stötzel
Georg Stötzel (* 2. Juni 1936 in Dortmund) ist ein deutscher Germanist und emeritierter Professor der Universität Düsseldorf.  

## Leben und Wirken
Georg Stötzel studierte Germanistik, Anglistik und Psychologie in Marburg, Bonn und an der University of Aberdeen.  Er promovierte 1963 in Marburg mit einer dialektgeographischen Arbeit über Zeitbezeichnungen. 1968 habilitierte er über reflexive Verben im Deutschen. Im selben Jahr wurde er auf den Lehrstuhl für Deutsche Philologie und Linguistik an die Heinrich-Heine-Universität Düsseldorf berufen.
Zu seinen Forschungsgebieten gehört insbesondere die Deutsche Sprache der Gegenwart. Schwerpunkte seiner Veröffentlichungen sind Sprachgeschichte als Problemgeschichte der Gegenwart, Nazi-Verbrechen und öffentliche Sprachsensibilität bis hin zu Semantischen Kämpfen im öffentlichen Sprachgebrauch. Zusammen mit dem Germanisten Thorsten Eitz realisierte er das Projekt eines Wörterbuchs der „Vergangenheitsbewältigung“, in dem die Autoren auf siebenhundert Seiten eine Gebrauchsgeschichte von vierzig Begriffen, die nationalsozialistisch konnotiert waren, nachzeichnen. Das Werk gibt seine Forschungsaktivitäten wieder, die sich zumeist um das Thema Sprachwissenschaft als Problemgeschichte der Gegenwart wie den öffentlichen Sprachgebrauch drehen.

## Schriften (Auswahl)
- Die Bezeichnungen zeitlicher Nähe in der deutschen Wortgeographie von „dies Jahr“ und „voriges Jahr“ (= Marburger Beiträge zur Germanistik. 5, ISSN 0542-6499). Elwert, Marburg 1963, (Marburg, Universität, Dissertation vom 27. Februar 1963).
- Ausdrucksseite und Inhaltsseite der Sprache. Methodenkritische Studien am Beispiel der deutschen Reflexivverben (= Linguistische Reihe. 3, ZDB-ID 185659-5). Hueber, München 1970, (Zugleich: Heidelberg, Universität, Habilitations-Schrift, 1967).
- Schulbezogene Sprachwissenschaft. Pädagogischer Verlag, Düsseldorf 1982, ISBN 3-590-15423-3.
- als Herausgeber: Germanistik – Forschungsstand und Perspektiven. Vorträge des Deutschen Germanistentages 1984. 2 Bände. Walter de Gruyter, Berlin u. a. 1985, ISBN 3-11-010059-2 (Bd. 1), ISBN 3-11-010706-6 (Bd. 2).
- mit Martin Wengeler: Kontroverse Begriffe. Geschichte des öffentlichen Sprachgebrauchs in der Bundesrepublik Deutschland (= Sprache, Politik, Öffentlichkeit. 4).In Zusammenarbeit mit Karin Böke, Hildegard Gorny, Silke Hahn, Matthias Jung, Andreas Musolff, Cornelia Tönnesen. Walter de Gruyter, Berlin u. a. 1995, ISBN 3-11-014106-X.
- als Herausgeber mit Thorsten Eitz: Zeitgeschichtliches Wörterbuch der deutschen Gegenwartssprache. Olms, Hildesheim u. a. 2002, ISBN 3-487-11759-2.
- mit Thorsten Eitz: Wörterbuch der „Vergangenheitsbewältigung“. Die NS-Vergangenheit im öffentlichen Sprachgebrauch. 2 Bände. Olms, Hildesheim u. a. 2007–2009, ISBN 978-3-487-13377-5 (Bd. 1), ISBN 978-3-487-13881-7 (Bd. 2).